# Yoshi Oyakawa
Yoshinobu Oyakawa (ur. 9 sierpnia 1933 w Konie) – amerykański pływak specjalizujący się w stylu grzbietowym, mistrz olimpijski (1952) i były rekordzista świata.

## Kariera pływacka
Oyakawa rozpoczął swoją karierę pływacką w wieku 15 lat, a rok później rozpoczął trenowanie stylu grzbietowego. 
W 1952 roku, mając niespełna 19 lat, reprezentował Stany Zjednoczone na igrzyskach olimpijskich w Helsinkach. W półfinale 100 m stylem grzbietowym pobił rekord olimpijski ustanowiony w 1936 roku, uzyskawszy czas 1:05,7. W finale tej konkurencji poprawił swój wynik z czasem 1:05,4 i zdobył złoty medal.
Cztery lata później, podczas igrzysk olimpijskich w Melbourne zajął na dystansie 100 m stylem grzbietowym ósme miejsce.
W 1973 roku został wprowadzony do International Swimming Hall of Fame.